# Eleição incondicional
Eleição incondicional, é uma doutrina do Calvinismo, e faz parte dos assim chamados Cinco pontos do calvinismo. Segundo essa doutrina, ao criar o mundo Deus escolheu algumas pessoas para a salvação, de acordo com seus próprios propósitos e sem levar em conta a virtude, mérito, ou fé nessas pessoas.

Esta doutrina foi, primeiramente, registrada na Confissão Belga (1561), reafirmada nos Cânones de Dort (1619) e está representada em várias confissões reformadas.

## Resumo da doutrina
Na teologia protestante, eleição é considerada como um dos elementos da predestinação, em que Deus escolhe alguns indivíduos para serem salvos previamente desde a fundação de tudo, antes mesmo do homem pecar. Os eleitos receberão misericórdia, e aqueles que não forem eleitos receberão a justiça ou ira de Deus.
No Calvinismo, esta eleição é chamado de "incondicional" pois a sua escolha para salvar alguém não depende de qualquer coisa inerente à pessoa, de qualquer ato que a pessoa realize ou crença que a pessoa exerce. Com efeito, segundo a doutrina da Depravação total (o primeiro dos Cinco pontos do calvinismo), a influência do pecado foi tão grande no indivíduo que ninguém está disposto ou é capaz de vir ou seguir a Deus se Deus primeiro não regenerar o coração dessa pessoa, a fim de dar-lhe a capacidade de amá-lo. Assim, a escolha na eleição é baseada exclusivamente na vontade soberana de Deus e não mediante as ações previstas do homem. Se assemelha bastante com o  monergismo , onde o homem não tem participação no ató da salvação. Dependendo todo o esforço só de Deus.
A posição reformada é combatida pela doutrina arminiana da eleição condicional, na qual a escolha de Deus para salvar uma pessoa é condicionada ao conhecimento divino dos eventos futuros, a saber, que alguns indivíduos exerceriam a fé e a confiança em resposta a oferta de salvação de Deus.